# 莫斯科骡子
莫斯科骡子是一杯用伏特加、姜汁啤酒和青柠汁调制的鸡尾酒，并饰以青柠片或青柠角。它是霸克鸡尾酒的一种，因此有时也叫伏特加霸克。
因为铜杯可以保留液体的低温所以莫斯科骡子流行用铜杯盛装。一些公共卫生建议在铜杯的内壁和杯唇镀上镍或不锈钢，但人们对喝莫斯科骡子的时间和其酸度是否足以浸出每升30毫克的铜从而是否能引起铜中毒产生争议。

## 變種

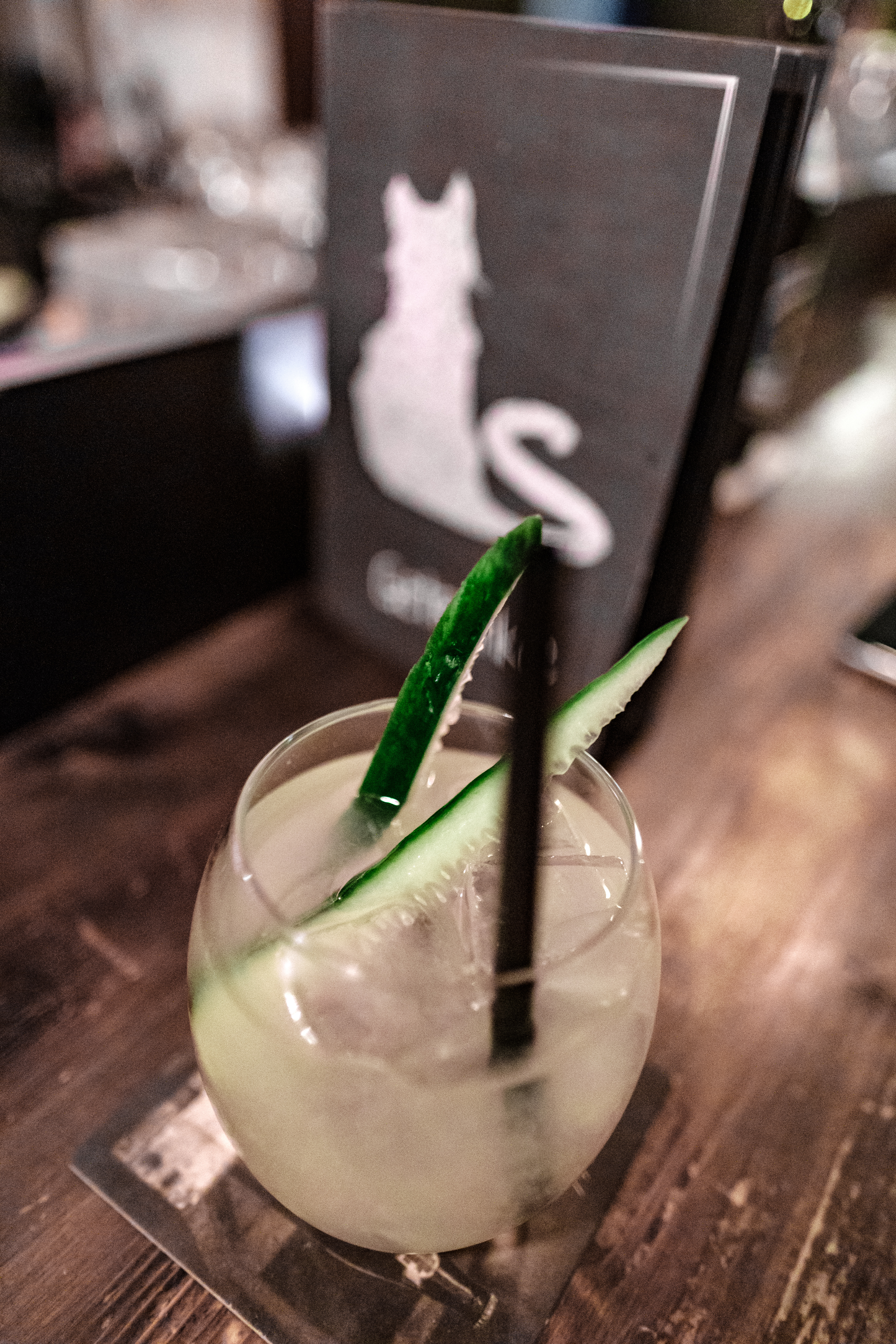
法國騾子

不同的變種使用不同的酒類，它的名字就會相應的產生變化：
- 若使用了波本威士忌，稱作肯塔基骡子或马父。
- 若同時使用了波本威士忌和咖啡利口酒，稱作紐奧良騾子。
- 若使用了琴酒，稱作琴酒騾子、倫敦騾子、慕尼黑騾子或霧角。[3]
- 若使用了龍舌蘭，稱作墨西哥騾子。
- 若使用了金蘭姆酒，稱作牙買加騾子。
- 若使用了班達柏格蘭姆酒（英语：Bundaberg Rum），稱作澳洲騾子。
- 若使用了愛爾蘭威士忌，稱作愛爾蘭騾子。
- 若使用了調和式蘇格蘭威士忌和聖杰曼接骨木花利口酒（英语：St-Germain），稱作格拉斯哥騾子。
- 若使用了苦艾酒，稱作波西米亞騾子。
- 若使用了苦艾酒和肉桂杜松子酒，稱作亡人騾子。
- 若使用了干邑白蘭地和安格仕苦精，稱作法國騾子。
- 若使用了西洋梨利口酒和西洋梨白蘭地（英语：Poire Williams），稱作刺桃騾子。
- 若使用了金馥力利口酒（英语：Southern Comfort），稱作南方騾子。
- 若使用了杜卡亞利口酒（英语：Tuaca），稱作杜卡亞騾子。
- 若使用了阿夸维特，稱作奧斯陸騾子。
- 若使用了迷迭香和小紅莓做裝飾，稱作槲寄生骡子。

另一種變種是用薑糖漿代替薑汁啤酒。
也可以添加其他成分，比如胡蘿蔔汁和安格仕苦精等。
加入覆盆子糖漿或覆盆子利口酒可以將莫斯科騾子變成弗洛拉多拉。
可以用激浪代替薑汁啤酒來製作莫斯科鼴鼠。

## 历史
乔治·辛克莱在2007年关于饮料起源的文章引用了1948年 纽约先驱论坛报 的报道。
莫斯科骡子发明于曼哈顿，却在西海岸流行了一段时间。"小莫斯科 "是在纽约的查塔姆酒店发明的。在1941年时，维奥莱特家族对 Cock'n'Bull 姜汁啤酒在纽约的流行起了很大的作用。查塔姆酒吧里有三个朋友，一个是被称为杰克的约翰·A·摩根，他是Cock'n'Bull产品公司的总裁，也是好莱坞 Cock'n'Bull 餐厅的老板；另一个是康涅狄格州哈特福德市 G.F.Heublein 兄弟公司的总裁约翰·G·马丁，第三个是休伯莱恩的伏特加部门皇冠斯米诺的总裁鲁道夫·库内特。正如杰克·摩根所说："我们三个人一边喝着酒，一边吃着开胃菜，一边想着天才创意"。马丁和库内特一心想着他们的伏特加酒，并想知道如果两盎司的酒与摩根的姜汁啤酒和柠檬汁混合会发生什么。于是它们点了冰块，买了柠檬，把杯子拿进来，把成分混合在一起。这几位举起杯子后数了五下，然后就开始品尝了。这杯饮料很好喝 ，并且它能给人冒险的精神。四五天后，这杯饮料被命名为莫斯科骡子。

这个故事多年来广为人知，然而在2007年，关于莫斯科骡子发明故事的新版本被公布。在这个版本中，鸡尾酒的发明者是摩根的首席调酒师韦斯·普莱斯，而这种饮料的诞生是出于清理酒吧酒窖的需要，因为当时酒窖里挤满了未售出的库存，包括伏特加和姜汁啤酒。
艾瑞克·费尔顿在2007年 华尔街日报 上发表的一篇文章中引用了韦斯·普莱斯的话

"我只是想清理一下地下室。"普莱斯在讲述关于创造莫斯科骡子的故事。"我试图清理很多长时间的库存。" 他调的第一杯酒是给演员布罗德里克·克劳福德喝的。“它就像野火一样流行开来。”普莱斯吹嘘道。
莫斯科骡子通常用铜杯盛装。这种饮酒器皿的流行要归功于马丁，他到美国各地推销斯米诺伏特加并且普及莫斯科骡子。马丁要求调酒师们拿着特制的铜杯和一瓶斯米诺伏特加摆出姿势并为他们拍摄宝丽来照片。他拍了两张照片，将一张留给酒保展示。另一张照片则被收藏起来，作为马丁下一次拜访酒吧的证明以此证明莫斯科骡子的受欢迎程度。 时至今日，铜杯仍然是莫斯科骡子很受欢迎的酒杯。
根据1942年 好莱坞内幕 的一篇文章，莫斯科骡子在其发源地洛杉矶最受欢迎。 在1943年10月12日的内华达州日报报道中增强了莫斯科骡子的受欢迎程度，"莫斯科骡子已经成为少数最受欢迎的鸡尾酒"。它成为里诺赌场老板威廉·F·哈拉最喜欢的饮料。在爱德华·O·索普的 打败庄家 一书中，并没有说出他认为自己在塔霍河赌场当牌手时待遇很差的那个赌场的名字。相反他写道：“我立刻喝了一杯莫斯科骡子”，巧妙地暗示了地点是哈拉的塔霍河，因为哈拉当时对这种酒的嗜好是众所周知的。

### 关于铜容器镀层
莫斯科骡子鸡尾酒的成分是酸性的，其pH值远远低于6.0。这在使用传统的铜杯时产生了一个问题，因为铜会开始溶解在酸性溶液中。溶液中的铜在浓度超过1毫克/升时被认为是有毒的。
2017年7月28日，爱荷华州酒精饮料部门发表声明，纯铜器皿不应被用来盛装酸性饮料，但 "允许广泛使用使用内壁衬有另一种金属（如镍或不锈钢）的铜杯"。 美国食品和药物管理局2013年食品法典规定，铜和黄铜等铜合金“不得用于接触pH值低于6的食物，如醋、果汁或葡萄酒，也不得用于安装在防倒流装置和碳化器之间的接头或管件。”
美国食药局的 食品规范范本 明确禁止铜“与pH值低于6.0的食品直接接触”。该建议只涉及固体铜杯。内衬不锈钢或其他食品安全材料的铜杯不受该警告影响。

## 延伸阅读
- Grimes, William. . New York: North Point Press. 2001. ISBN 978-0-86547-601-1.